# فهرست فیلم‌های ایرانی سال ۱۳۸۱
فهرست فیلم‌های ایرانی سال ۱۳۸۱

## فهرست
| عنوان                  | کارگردان            | نویسنده                                 | بازیگران                                                                                          |
| ---------------------- | ------------------- | --------------------------------------- | ------------------------------------------------------------------------------------------------- |
| آبادان                 | مانی حقیقی          | مانی حقیقی                              | جمشید مشایخی، فاطمه معتمدآریا، هدیه تهرانی                                                        |
| آوازهای سرزمین مادری‌ام | بهمن قبادی          | بهمن قبادی                              |                                                                                                   |
| ابجد                   | ابوالفضل جلیلی      | ابوالفضل جلیلی                          | عبدالرضا اکبری                                                                                    |
| افغانستان، حقیقت گمشده |                     |                                         |                                                                                                   |
| الفبای افغان           | محسن مخملباف        | محسن مخملباف                            | محسن مخملباف                                                                                      |
| این زن حرف نمی‌زند      | احمد امینی          |                                         | کتایون ریاحی                                                                                      |
| اینجا چراغی روشن است   | رضا میرکریمی        | رضا میرکریمی                            | حبیب رضایی                                                                                        |
| بانوی من               | یدالله صمدی         |                                         | پرویز پرستویی                                                                                     |
| بوی پول                |                     |                                         |                                                                                                   |
| به من نگاه کن          | شهرام اسدی          |                                         | لادن مستوفی                                                                                       |
| بهشت جای دیگری است     |                     |                                         |                                                                                                   |
| پابرهنه تا هرات        | مجید مجیدی          | مجید مجیدی                              |                                                                                                   |
| پروانه‌ها بدرقه می‌کنند  |                     |                                         |                                                                                                   |
| پسران مهتاب            |                     |                                         |                                                                                                   |
| توکیو بدون توقف        | سعید عالم‌زاده       |                                         |                                                                                                   |
| تهران ساعت ۷ صبح       | امیرشهاب رضویان     | مجید اسلامی                             | بهناز جعفری                                                                                       |
| تیک آف                 | آرش معیریان         | آرش معیریان                             |                                                                                                   |
| جایی دیگر              | مهدی کرم‌پور         |                                         | علی مصفا                                                                                          |
| جوجه‌اردک من            |                     |                                         |                                                                                                   |
| چشمان سیاه             | ایرج قادری          | محمدهادی کریمی                          |                                                                                                   |
| دختر ایرونی            | محمدحسین لطیفی      | ایرج طهماسب                             | هدیه تهرانی                                                                                       |
| دختری در قفس           | قدرت‌الله صلح‌میرزایی | علی‌رضا داوودنژاد                        |                                                                                                   |
| دو فرشته               | محمد حقیقت          | محمد حقیقت                              | مهران رجبی                                                                                        |
| دوشیزه                 | محمد درمنش          |                                         | زیبا بروفه                                                                                        |
| دیوانه‌ای از قفس پرید   | احمدرضا معتمدی      | احمدرضا معتمدی                          | علی نصیریان، نیکی کریمی، پرویز پرستویی                                                            |
| راز پرواز              |                     |                                         | علی دهکردی                                                                                        |
| رأی باز                |                     |                                         | مجید مشیری                                                                                        |
| رؤیای جوانی            | نادر مقدس           |                                         |                                                                                                   |
| رز زرد                 | داریوش فرهنگ        |                                         |                                                                                                   |
| رسم عاشق‌کشی            | خسرو معصومی         |                                         | حسین محجوب                                                                                        |
| رقص در غبار            | اصغر فرهادی         | اصغر فرهادی، علی‌رضا بذرافشان، رضا فاضلی | فرامرز قریبیان، باران کوثری                                                                       |
| روز کارنامه            | مسعود کرامتی        |                                         | مهدی هاشمی قرمزی، متین عزیزپور، شهرام قائدی، مهران رجبی، مجید مشیری                               |
| زهر عسل                | ابراهیم شیبانی      |                                         | محمدرضا گلزار                                                                                     |
| ستاره‌های سربی          |                     |                                         |                                                                                                   |
| شب‌های روشن             | فرزاد مؤتمن         | سعید عقیقی                              |                                                                                                   |
| صورتی                  | فریدون جیرانی       | فریدون جیرانی                           | رامبد جوان                                                                                        |
| طلای سرخ               | جعفر پناهی          | عباس کیارستمی                           | مهران رجبی                                                                                        |
| عشق فیلم               | ابراهیم وحیدزاده    | ابراهیم وحیدزاده                        | فرهاد اصلانی                                                                                      |
| عطش                    | محمدحسین فرح‌بخش     | پیمان معادی                             | بهرام رادان، فریبرز عرب‌نیا، شهرام حقیقت‌دوست، شبنم قلی‌خانی، ساغر عزیزی، منوچهر صادق‌پور، طیب شرافتی |
| غوغا                   | سعید سهیلی          | سعید سهیلی                              |                                                                                                   |
| فراری                  |                     |                                         | میترا حجار                                                                                        |
| فرش باد                | کمال تبریزی         |                                         | رضا کیانیان، رنتارو میکونی، یوکی کودو، هوشنگ حریرچیان، شیرین بینا، فریبا کامران، مریم بوبانی      |
| قطار کودکی             |                     |                                         |                                                                                                   |
| قلب‌های ناآرام          | مجید مظفری          |                                         | شیلا خداداد                                                                                       |
| کفش‌های جیرجیرک‌دار      | شاپور قریب          | شاپور قریب                              | اکبر عبدی                                                                                         |
| کلاه‌قرمزی و سروناز     | ایرج طهماسب         | ایرج طهماسب، حمید جبلی                  |                                                                                                   |
| کودک شاعر              |                     |                                         |                                                                                                   |
| کودکانه                | مسعود کرامتی        |                                         | جهانبخش سلطانی                                                                                    |
| کولی                   | علی شاه‌حاتمی        |                                         |                                                                                                   |
| گاوخونی                | بهروز افخمی         | بهروز افخمی                             |                                                                                                   |
| گاهی به آسمان نگاه کن  | کمال تبریزی         |                                         |                                                                                                   |
| گنج                    |                     |                                         | انوشیروان ارجمند                                                                                  |
| مشت بر پوست            | محسن محسنی‌نسب       |                                         |                                                                                                   |
| ملاقات با طوطی         | علی‌رضا داوودنژاد    |                                         |                                                                                                   |
| نبات داغ               | محمدعلی باشه آهنگر  | هاشم عطار                               |                                                                                                   |
| واکنش پنجم             | تهمینه میلانی       | تهمینه میلانی                           |                                                                                                   |